# Atletismo nos Jogos Olímpicos de Verão de 2008 - 10000 m feminino
A competição dos 10000 metros feminino nos Jogos Olímpicos de Verão de 2008 aconteceu no dia 15 de agosto no Estádio Nacional de Pequim. A corrida foi vencida por Tirunesh Dibaba, da Etiópia, que estabeleceu um novo recorde olímpico com o tempo de 29.54.66.
O padrão classificátorio foi de 31:45:00 (padrão A) e 32:20:00 (padrão B).
Originalmente a turca Elvan Abeylegesse conquistou a medalha de prata, mas em 29 de março de 2017 ela teve todos seus resultados obtidos entre 2007 e 2009 anulados pela Associação Internacional de Federações de Atletismo após a reanálise de seu exame antidoping no Campeonato Mundial de 2007 ter dado positivo por estanozolol. Com isso, a estadunidense Shalane Flanagan foi elevada a segunda posição e a queniana Linet Chepkwemoi Masai herdou a medalha de bronze.

## Medalhistas
| Ouro   | ETH Tirunesh Dibaba        |
| Prata  | USA Shalane Flanagan       |
| Bronze | KEN Linet Chepkwemoi Masai |

## Recordes
Antes desta competição, os recordes mundiais e olímpicos da prova eram os seguintes:
| Tipo | Atleta       | Tempo    | Local  | Data                   |
| ---- | ------------ | -------- | ------ | ---------------------- |
|      | Wang Junxia  | 29:31.78 | Pequim | 8 de setembro de 1993  |
|      | Derartu Tulu | 30:17.49 | Sydney | 30 de setembro de 2000 |

## Resultados
| Pos               | Nome                      | País               | Marca    | Notas  |
| ----------------- | ------------------------- | ------------------ | -------- | ------ |
| Medalha de ouro   | Tirunesh Dibaba           | ETH Etiópia        | 29:54.66 | OR     |
| Medalha de prata  | Shalane Flanagan          | USA Estados Unidos | 30:22.22 | AR     |
| Medalha de bronze | Linet Chepkwemoi Masai    | KEN Quênia         | 30:26.50 | WJ     |
| 4                 | Mariya Konovalova         | RUS Rússia         | 30:35.84 | PB     |
| 5                 | Lucy Kabuu Wangui         | KEN Quênia         | 30:39.96 | PB     |
| 6                 | Lornah Kiplagat           | NED Países Baixos  | 30:40.27 | SB     |
| 7                 | Kimberley Smith           | NZL Nova Zelândia  | 30:51.00 |        |
| 8                 | Kara Goucher              | USA Estados Unidos | 30:55.16 | PB     |
| 9                 | Kayoko Fukushi            | JPN Japão          | 31:01.14 | SB     |
| 10                | Joanne Pavey              | GBR Grã-Bretanha   | 31:12.30 | PB     |
| 11                | Sabrina Mockenhaupt       | GER Alemanha       | 31:14.21 | PB     |
| 12                | Ejegayehu Dibaba          | ETH Etiópia        | 31:22.18 |        |
| 13                | Hilda Kibet               | USA Estados Unidos | 31:29.69 |        |
| 14                | Yingying Zhang            | CHN China          | 31:31.12 | SB     |
| 15                | Yoko Shibui               | JPN Japão          | 31:31:13 |        |
| 16                | Penninah Arusei           | KEN Quênia         | 31:39.87 |        |
| 17                | Tatyana Khmeleva-Aryasova | RUS Rússia         | 31:45.57 |        |
| 18                | Yukiko Akaba              | JPN Japão          | 32:00.37 |        |
| 19                | Xue Bai                   | CHN China          | 32:20.27 |        |
| 20                | Anikó Kálovics            | HUN Hungria        | 32:24.83 |        |
| 21                | Kate Reed                 | GBR Grã-Bretanha   | 32:26.69 |        |
| 22                | Nathalie De Vos           | BEL Bélgica        | 32:33.45 | SB     |
| 23                | Preeja Sreedharan         | IND Índia          | 32:34.64 |        |
| 24                | Amy Begley-Yoder          | USA Estados Unidos | 32:38.28 |        |
| 25                | Dulce María Rodríguez     | MEX México         | 32:58.04 |        |
| 26                | Xiaoqin Dong              | CHN China          | 33:03.14 |        |
| 27                | Isabel Checa              | ESP Espanha        | 33:17.88 |        |
| —                 | Mestawet Tufa             | ETH Etiópia        |          | DNF    |
| —                 | Asmae Leghzaoui           | MAR Marrocos       |          | DNF    |
| —                 | Nataliya Berkut           | UKR Ucrânia        |          | DNS    |
| —                 | Elvan Abeylegesse         | TUR Turquia        | 29:56.34 | AR DSQ |
| —                 | Inga Abitova              | RUS Rússia         | 30:37.33 | SB DSQ |

Legenda
| Recorde mundial      | Recorde mundial (World record)               |                       | Recorde africano                      | Recorde africano (African) |                                           | Q | Classificado por posição (Qualified) |
| Recorde olímpico     | Recorde olímpico (Olympic record)            | Recorde da América    | Recorde da América (Americas)         | q                          | Classificado por melhor tempo (Qualified) |   |                                      |
| Melhor marca do ano  | Melhor marca do ano (World leading)          | Recorde asiático      | Recorde asiático (Asian)              | DNS                        | Não largou (Did not start)                |   |                                      |
| Recorde nacional     | Recorde nacional (National record)           | Recorde europeu       | Recorde europeu (European)            | DNF                        | Não terminou (Did not finish)             |   |                                      |
| Recorde pessoal      | Recorde pessoal do atleta (Personal best)    | Recorde da Oceania    | Recorde da Oceania (Oceania)          | DSQ / DQ                   | Desclassificado (Disqualified)            |   |                                      |
| Recorde da temporada | Recorde da temporada do atleta (Season best) | Recorde sul-americano | Recorde sul-americano (South America) | NM                         | Sem marca (No mark)                       |   |                                      |